# Buarcos e São Julião
Buarcos e São Julião, ist eine Gemeinde (Freguesia) im Kreis (Concelho) von Figueira da Foz im Westen Portugals.
In der Gemeinde leben 18.454 Einwohner auf einer Fläche von 15,53 km² (Stand nach Zahlen von 2011).

## Geschichte
Im Vorfeld zur Gebietsreform in Portugal am 29. September 2013 wurde die Innenstadtgemeinde São Julião da Figueira da Foz in einer umstrittenen Entscheidung der Kreisverwaltung der Gemeinde Buarcos angegliedert.
Mit Gesetz vom 10. August 2015 wurde der offizielle Name der Gemeinde Buarcos in Buarcos e São Julião geändert.
De facto blieb Buarcos Sitz der Gemeinde, jedoch zeigt der neue Gemeindename eine gleichberechtigte Zusammenführung der beiden Gemeinden im Sinne der Gemeindereform 2013 an. Damit wurde dem Unmut Rechnung getragen, der seit der Eingemeindung der eigentlichen Stadtgemeinde von Figueira da Foz in die Gemeinde des Nachbarorts Buarcos unter den Stadtbewohnern bestand.